# Щербицкий, Александр Вадимович
Александр Вадимович Щербицкий (род. 1 марта 1966, Севастополь) — советский и российский военачальник, контр-адмирал (13.12.2014).

## Биография
Родился 1 марта 1966 года в городе Севастополе. Окончил Черноморское высшее военно-морское училище имени П. С. Нахимова (1983—1988), Высшие специальные офицерские классы ВМФ (1996—1997), Военно-морскую академию имени Адмирала Флота Советского Союза Н. Г. Кузнецова (2000—2002), Военную академию Генерального штаба Вооружённых Сил  Российской Федерации (2008—2010).
Службу проходил командиром зенитно-ракетной батареи большого противолодочного корабля «Толковый» (1988), командиром группы управления и командиром БЧ-2-3 сторожевого корабля «Безукоризненный» (1988—1993), старшим помощником командира сторожевого корабля «Красный Кавказ» (1993—1996), старшим помощником командира ракетного крейсера «Адмирал Головко» (1997—1998), командиром сторожевого корабля «Пытливый» (1998—2000), командиром гвардейского ракетного крейсера «Москва» (2002—2006), заместителем командира 30-й дивизии надводных кораблей (2006—2008) Черноморского флота.
Далее служил командиром 12-й дивизии надводных кораблей Балтийского флота (2010—2012), начальником организационно-мобилизационного управления — заместителем начальника штаба Северного флота (с апреля 2012 года) и начальником штаба Кольской флотилии разнородных сил (2012—2015).
Указом Президента России от 8 мая 2015 года назначен командиром Балтийской военно-морской базы Балтийского флота.
Указом Президента России № 640 от 9 ноября 2018 года назначен начальником Военного института (военно-морского) ВУНЦ ВМФ «Военно-морская академия».
Награждён орденом «За военные заслуги», сирийским орденом «Боевая подготовка» и медалями.